# スズキ・GR650
GR650（ジーアールろっぴゃくごじゅう）は、スズキ株式会社が1983年に販売を開始したオートバイ。

## 概要
空冷4ストローク直列2気筒で、最高出力53馬力を発生するエンジンを搭載する。当時の大排気量車は、各社ともに高出力指向で4気筒化が進められており、新しく設計された大型2気筒エンジンは異色のものであった。また、フライホイールの可変マス機構という画期的な機構を持ち、低速では粘り強く、高回転では軽快なレスポンスを実現していた。
しかしながら、地味なカラーリングとアップハンドルに段付きシートがもたらす保守的なスタイルが、当時の国内ユーザーには受け入れられなかったこともあり、販売量は極めて少数。
1990年代前半に生産は終了したものと考えられるが、ホコリをかぶったまま陳列されている新車は、しばらくの間、大型販売店の片隅で見ることができた。
一方、日本国外では手頃な中間排気量車として需要も多かったことから、もっぱら輸出用として生産が続けられた。海外仕様のGR650は「GR650 Tempter」の車名で販売され、派生車種のスポーク仕様モデル「GR650X Tempter」とともにラインナップされた。

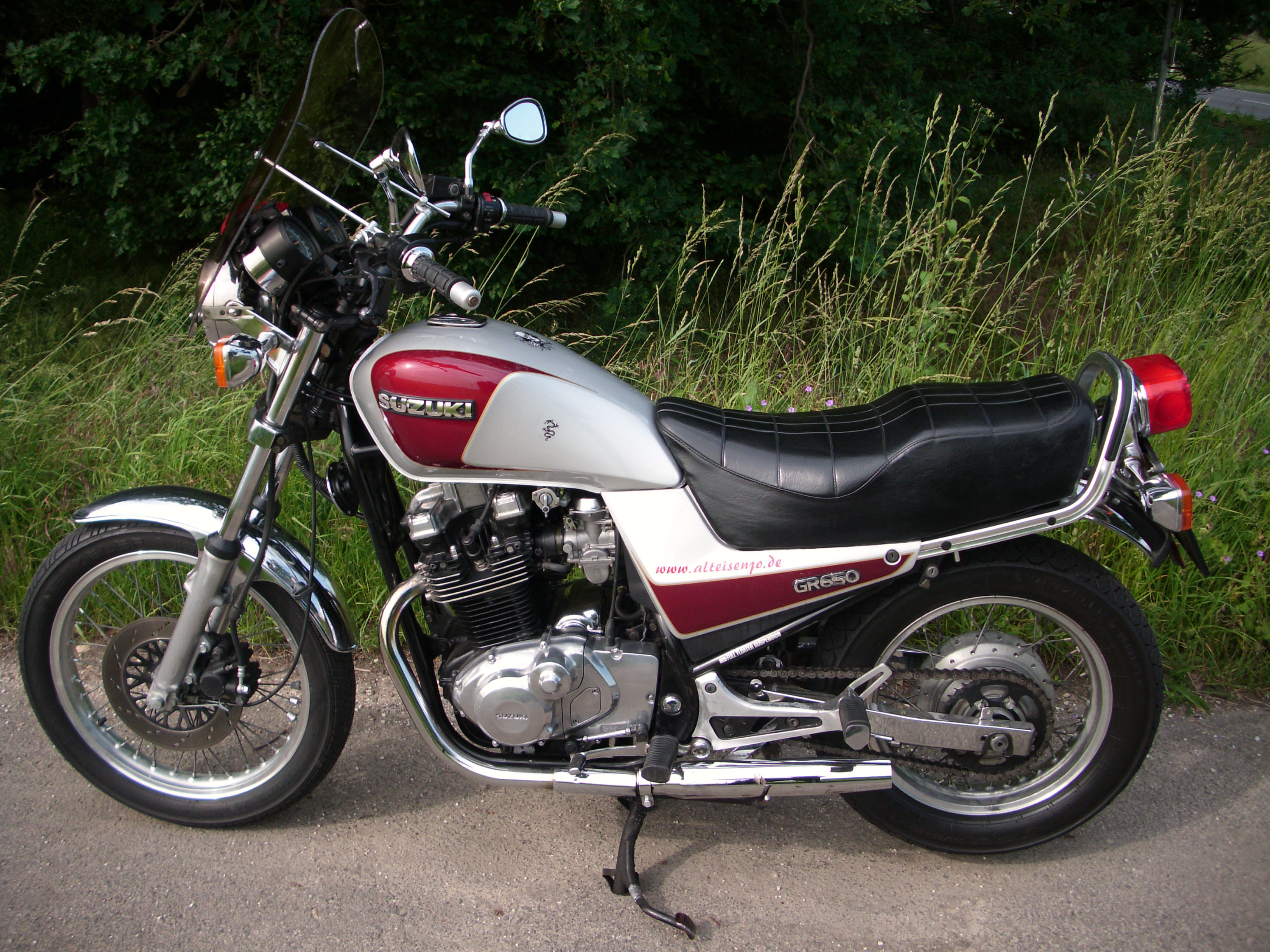
GR650X Tempter （ウインドシールドとマフラーは社外品）